# طوزه
طوزه (به عربی: طوزة) یک شهرک در تونس است که در استان منستیر واقع شده‌است. طوزه ۷٬۲۳۶ نفر جمعیت دارد.